# Phrurolithus hengshan
Phrurolithus hengshan is een spinnensoort uit de familie van de Phrurolithidae.
De wetenschappelijke naam van de soort werd in 1990 gepubliceerd door Da-Xiang Song.